# Caniche (film)
 (mars 2012).
Pour plus de détails, voir Fiche technique et Distribution.
Caniche est un drame espagnol réalisé par Bigas Luna, sorti en 1979.

## Synopsis
Angel et sa sœur Eloisa vivent dans une grande maison héritée d'une vieille tante récemment décédée. Petit à petit, une étrange relation se met en place entre eux deux et Dani, un caniche un peu trop présent...

## Fiche technique
- Titre original : Caniche
- Réalisation et scénario : Bigas Luna
- Photographie : Pedro Aznar
- Montage : Anastasi Rinos
- Costumes : Antonio Miró
- Décors : Carlos Riart
- Production : Pepón Coromina
- Pays d'origine :  Espagne
- Langue originale : espagnol

## Distribution
- Àngel Jové : Angel
- Consol Tura : Eloisa
- Linda Pérez Gallardo : Dany, le caniche
- Cruz Tobar : Alberto, le vétérinaire
- Sara Grey : la tante Luna

## Distinction
- Prix de l'Âge d'or 1981